# Александър Лековски
Александър Лековски (на македонска литературна норма: Александар Лековски) е диригент и композитор от Република Македония.

## Биография
Роден е на 11 декември 1933 година в Ниш, тогава в Кралство Югославия. В 1959 година завършва дирижиране в Музикалната академия в Белград при професор Живоин Здравкович. В 1967 година защитава магистратура в същото учебно заведение. Специализира в Италия. От 1960 година работи како диригент в Операта и балета на Македонската национална телевизия. От 1975 до 1977 година е директор на Операта и балет. Реализира над 20 оперни и 15 балетни творби от класическия и съвременни репертоар: оперите „Кармен“, „Аида“, „Бохеми“, „Тоска“, „Княз Игор“, „Палячи“, „Травиата“, „Трубадур“ и балетите: „Копелия“, „Ромео и Жулиета“, „Охридска легенда“, „Дон Кихот“. Излиза на концертния подиум като симфоничен диригент, реализирайки голям и разнороден репертоар. В периода 1982 – 1986 година е директор на Македонската филхармония. Занимава се и с композиторна активност. Автор е на много симфоничнки и камерни творби, много хорови композиции, както и на два балета: „Стремежи“ и „Елан“.
Носител е на Държавната награда „Единадесети октомври“.
Умира на 27 февруари 2013 година в Скопие.